# كيمستري وورلد
كيمستري وورلد (بالإنجليزية: Chemistry World، ت.ح. 'عالَم الكيمياء') هي مجلة إخبارية شهرية في مجال الكيمياء تنشرها الجمعية الملكية للكيمياء. تتناول المجلة الأحداث الجارية في عالم الكيمياء بما في ذلك الأبحاث وأخبار الأعمال الدولية والسياسات الحكومية المؤثرة على مجتمع العلوم الكيميائية، بالإضافة إلى أفضل تطبيقات المنتجات. تضم المجلة أعمدة منتظمة بقلم فيليب بال، وديريك لو، وأندريا سيلا، ورايشيل بوركس، وأليس موشن، وفانيشا سيفيرت. تُرسَل المجلة إلى جميع أعضاء الجمعية الملكية للكيمياء مضمنةً في تكلفة العضوية. بدأت المجلة في أغسطس 2016 في تقديم خيار الدفع الناعم، حيث تتوفر كمية محدودة من المحتوى مجاناً لجميع القراء غير المسجلين.

## تاريخ
وافقت مؤسستان كيميائيتان بريطانيتان في عام 1965 هما الجمعية الكيميائية والمعهد الملكي للكيمياء على دمج منشوراتهما الأساسية، وقائع الجمعية الكيميائية ومجلة المعهد الملكي للكيمياء، وكانت هذه خطوة أولى نحو دمج المؤسسات، وقد كانت المجلة الجديدة تحمل عنوان الكيمياء في بريطانيا.
مُنِحت المجلة عنوانها الحالي في يناير 2004، وكان السبب المُعلَن للتغيير في النشر هو "الاعتراف بالطبيعة الدولية للموضوع".
تتمتع المجلة بعامل تأثير عام 2011 يبلغ 0.159 وفقاً لتقارير الاستشهاد بالمجلات، مما يجعلها في المرتبة 146 من بين 154 مجلة في فئة "الكيمياء متعددة التخصصات".

## روابط خارجية
- الموقع الرسمي
 (بالإنجليزية)
- قائمة كاملة بأعداد المجلة - موقع إكساكت إيديشنز[الإنجليزية]